# 샤루허 조선족 향
샤루허 조선족 향(중국어 간체:下露河朝鲜族乡, 중국조선어:하로하 조선족 향)은 중화인민공화국 랴오닝성 단둥시 콴뎬 만족 자치현 산하의 조선족 민족향이다  .

## 행정구역
6개의 촌을 관할하고 있다.
```
马架子村, 连江村, 通江村, 川沟村, 双联村, 双广村
```